# Lasconotus planipennis
Lasconotus planipennis är en skalbaggsart som beskrevs av Kraus 1912. Lasconotus planipennis ingår i släktet Lasconotus och familjen barkbaggar. Inga underarter finns listade i Catalogue of Life.